# 1393

## Události
- Jan Hus a Jakoubek ze Stříbra získali hodnost bakalářů

## Narození
- 24. srpna – Artur III. Bretaňský, konetábl Francie a vévoda bretaňský († 1458)

## Úmrtí
- 14. února – Alžběta Pomořanská, česká královna a římská císařovna jako manželka Karla IV. (* 1346/1347)
- 20. března – Jan Nepomucký, generální vikář pražského arcibiskupa, český světec, utopen na příkaz Václava IV. (* mezi 1340 až 1350)
- 30. listopadu – Matěj z Janova, kněz, a kazatel a církevní reformátor (* mezi 1350 až 1355)

## Hlava státu
- České království – Václav IV.
- Moravské markrabství – Jošt Moravský
- Svatá říše římská – Václav IV.
- Papež – Bonifác IX. a Klement VII. (vzdoropapež)
- Anglické království – Richard II.
- Francouzské království – Karel VI. Šílený
- Polské království – Hedvika z Anjou a Vladislav II. Jagello
- Uherské království – Zikmund Lucemburský
- Litevské knížectví – Vladislav II. Jagello
- Byzantská říše – Manuel II. Palaiologos